# Route nationale 8 (Afrique du Sud)
Pour les articles homonymes, voir N8 et Route nationale 8.
La N8 est une des Routes nationales d'Afrique du Sud. La N8 débute à Groblershoop au Cap-du-Nord, et se termine à Kingsway, dans l'État libre, à la frontière avec Lesotho vers Maseru.